# Eduard Dubinskiy
Eduard Isaakovich Dubinskiy ou Eduard Isaakovych Dubyns'kyi - respectivamente, em russo, Эдуард Исаакович Дубинский e, em ucraniano, Едуард Ісаакович Дубинський (Kharkiv, 19 de abril de 1935 – Moscou, 11 de maio de 1969) - foi um futebolista ucraniano.

## Carreira
Jogou por sete clubes em sua carreira de 14 anos, tendo ficado por mais tempo no CSKA Moscou, equipe que defendeu entre 1957 e 1964. Dubyns'kyi morreu prematuramente em 1969, vítima de um sarcoma (espécie de câncer) causado pelas complicações de uma fratura na perna que sofreu na Copa do Mundo de 1962. A lesão fora causada pelo iugoslavo Muhamed Mujić no primeiro jogo do mundial do Chile. Embora não tivesse sido punido pela falta, Mujić não voltaria mais a defender sua seleção.
Dubyns'kyi realizou ao todo 13 partidas pela Seleção Soviética, entre 1961 e 1963. 
Judeu, seu nome em hebraico seria אדוארד יצחקביץ דבּנסקי. Curiosamente, esteve com outro judeu ucraniano na Copa de 1962, Viktor Kanevs'kyi.

## Campanhas de destaque
- Eurocopa de 1964: 2º Lugar